# Protimluv (spolek)
Protimluv, z.s. je ostravský spolek, který se zabývá vydáváním knih a kulturní revue, které se soustředí na kvalitní prózu a poezii. Také organizuje podzimní ProtimluvFest.[zdroj?]

## Knihy

### Česká próza
- Vladimír Mikeš: Čtveročas
- Miroslav Pech: Američané jedí kaktusy
- Zbyněk Vybíral: Nocleh na letišti Gatwick
- Jaroslav Žila: Nikdo tady není

### Překladová literatura
- Otylia Toboła: Lutyňské tango a jiné válečné příběhy z Těšínska
- Adin Ljuca: Jeden bílý den
- Maciej Melecki: Prask
- Osamělí běžci
- Meta Kušar: Lublaň
- Leszek Engelking: Muzeum dětství a jiné básně
- Tibor Noé Kiss: Už máš spát
- Primož Repar: Alchymie srdečního pulsu
- Adam Zagajewski: Neviditelné věci
- Krzysztof Varga: Piliny
- Franciszek Nastulczyk: Průvodce slepého psa
- Josip Osti: Na kříži lásky

### Poezie
- Ondřej Hložek: Teď
- Anna Brikciusová: Kolibří úsměv
- Zdeněk Volf: Před modlitbou přiložím
- Pavel Novotný: Tramvestie
- Martin Skýpala: Noc je na prodej
- Petr Motýl: Některé příběhy
- Básník Ticho: Play off

## ProtimluvFest
Podzimní ProtimluvFest je mezinárodní literární festival, zaměřený zejména na literaturu zemí Visegradu a jejich současných autorů.[zdroj?]